# Владиславичи
Владиславичи (серб. Владиславићи) — русский дворянский род сербского происхождения.
Род ведет начало от православного боснийца Луки Владиславовича, бежавшего от турок в Дубровник в середине XVII века. В 1702 году сын его, Савва Лукич, приехал в Россию, в 1711 году участвовал в Прутском походе Петра Великого, в 1725 году был русским послом в Китае, а Высочайшим указом 24 февраля 1725 ему и четырём его племянникам — Ефиму, Гавриилу, Моисею и Ивану Ивановичам Рагузинским дозволено писаться графами Владиславичами.
Высочайшим указом, 8 февраля 1773 года, поручику Николаю и секунд-майору Гавриилу Андреевичам Папрецким разрешено принять фамилию и титул дяди их, Моисея Ивановича Владиславича, и именоваться графами Владиславичами.